# Zebrias synapturoides
Zebrias synapturoides är en fiskart som först beskrevs av Jenkins, 1910.  Zebrias synapturoides ingår i släktet Zebrias och familjen tungefiskar. Inga underarter finns listade i Catalogue of Life.